# Alfa Romeo Tipo 158/159
Der Alfa Romeo Tipo 159 – auch bekannt unter der Bezeichnung Alfetta (italienisch: Kleiner Alfa, Alfachen) – ist einer der bisher erfolgreichsten Rennwagen. Er wurde bereits 1937 als „Tipo 158“ entworfen, ständig weiterentwickelt und nach tiefgreifenden Modifikationen letztmals 1951 als „Tipo 159“ in der zweiten Saison der Formel 1 eingesetzt, die er wie die erste für Alfa Romeo entschied. Nach der Formel-1-Saison 1951 zog sich Alfa Romeo vorerst aus der Formel 1 zurück. In der ursprünglichen Typbezeichnung der Alfetta stand die 15 für den Hubraum und die 8 für die Zylinderzahl.

## Rennhistorie
Der Alfa Romeo 159 debütierte offiziell am 3. September 1950 beim XXI. Großen Preis von Italien, mit Nino Farina, der sowohl diesen Grand Prix als auch den Weltmeistertitel in der Saison  gewann. Der zweite Fahrer war Juan Manuel Fangio, der das Rennen jedoch nicht beenden konnte. Mit diesem Wagen gelang es Alfa Romeo beinahe nahtlos an die vorangegangene Erfolgsserie des Tipo 158 anzuknüpfen.
Der Alfa Romeo 159 gewann die ersten 3 europäischen Grands Prix der Formel-1-Weltmeisterschaft 1951: den Großen Preis von Schweiz am 27. Mai, mit Juan Manuel Fangio, den Großen Preis von Belgien, am 17. Juni mit Nino Farina und den Grand Prix von Frankreich am 1. Juli erneut mit Fangio. Am Saisonende gewann das Team auch den letzten Grand Prix dieses Jahres, den Großen Preis von Spanien am 28. Oktober. In Indianapolis trat Alfa Romeo nicht an. Der Alfa 159 fuhr in allen 7 europäischen Grands Prix des Jahres die schnellste Runde des Rennens: fünfmal mit Fangio und zweimal mit Farina. Am Ende errang Fangio auf dem Tipo 159 seinen ersten Weltmeistertitel.
Weitere, 1951 vom 159 Alfetta gewonnene, aber nicht zur Weltmeisterschaft zählende Grands Prix waren die V. Ulster Trophy am 2. Juni mit Farina, der 5. Gran Premio di Bari am 2. September mit Fangio und die 4. Goodwood Trophy am 29. September erneut mit Farina.
Nach einer erfolglosen Anfrage von Alfa Romeo, staatliche Unterstützung zur Deckung der Entwicklungskosten zu erhalten, gab das Team Ende 1951 seinen Rücktritt vom Grand-Prix-Rennsport bekannt, und die Entwicklung des 2,5-Liter-Alfa Romeo 160 wurde nicht mehr weitergeführt. Dieser Rückzug, zusammen mit den finanziellen Problemen, die auch andere Formel-1-Teams hatten, veranlasste die FIA zu der Entscheidung, alle Grand-Prix-Rennen der Fahrerweltmeisterschaft 1952 und 1953 für Autos auszuschreiben, die  der Formel 2 entsprachen.

## Der geplante Nachfolger „Tipo 160“
Für die Saison 1952 entwarfen Giuseppe Busso und seine Abteilung den Alfa Romeo Tipo 160, der im Vergleich zum Tipo 159 eine deutliche technische Weiterentwicklung gewesen wäre. Er wurde ursprünglich für einen 180°-V12-Frontmotor mit 2000 cm³ Hubraum konzipiert, der kurz darauf aber auf 2500 cm³ erhöht wurde. Das Projekt wies einige beträchtliche Neuerungen auf: Allradantrieb, ein eigener Rahmen, der Motor und Getriebe aufnimmt und einen Fahrersitz hinter der Hinterachse. Das Projekt, dessen erste vollständige Skizzen am 13. Juli 1952 fertig waren, begeisterte alle, die davon wussten, einschließlich Juan Manuel Fangio.
Der Motor ist heute im Museo storico Alfa Romeo in Arese ausgestellt (deutlich zu erkennen, weil der Guss den Sockel für das Gehäuse des vorderen Differentials enthält). Die Weiterentwicklung des 12-Zylinder-Motors wurde ab 1955 nicht fortgeführt, weil sich die Ingenieure von Alfa Romeo auf das Projekt Giulietta konzentrieren mussten, um die Serienfahrzeug-Produktion von Alfa Romeo wieder in Gang zu bringen. Das brachte die Verantwortlichen schließlich dazu, sich aus der Automobil-Weltmeisterschaft zurückzuziehen.
Es dauerte 20 Jahre, bis das Unternehmen 1971 für eine sehr kurze und erfolglose Zeit als Motorenlieferant (mit dem 8-Zylinder-V-Motor des Alfa Romeo 33/3) für den March 711 von Andrea de Adamich und Nanni Galli in die Formel 1 zurückkehrte. Eine erneute Rückkehr der Marke in die F1 gab es am 26. Oktober 1975, als der Brabham-Alfa Romeo BT45 auf der Versuchsstrecke in Balocco der Presse vorgestellt wurde.

## Galerie

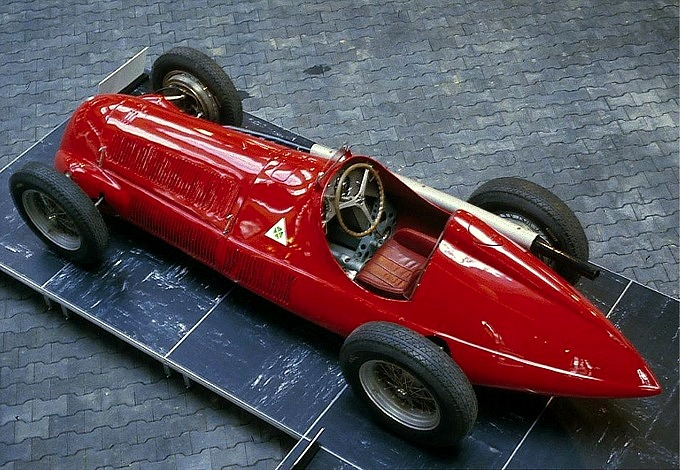
„Alfetta“, Typ 159
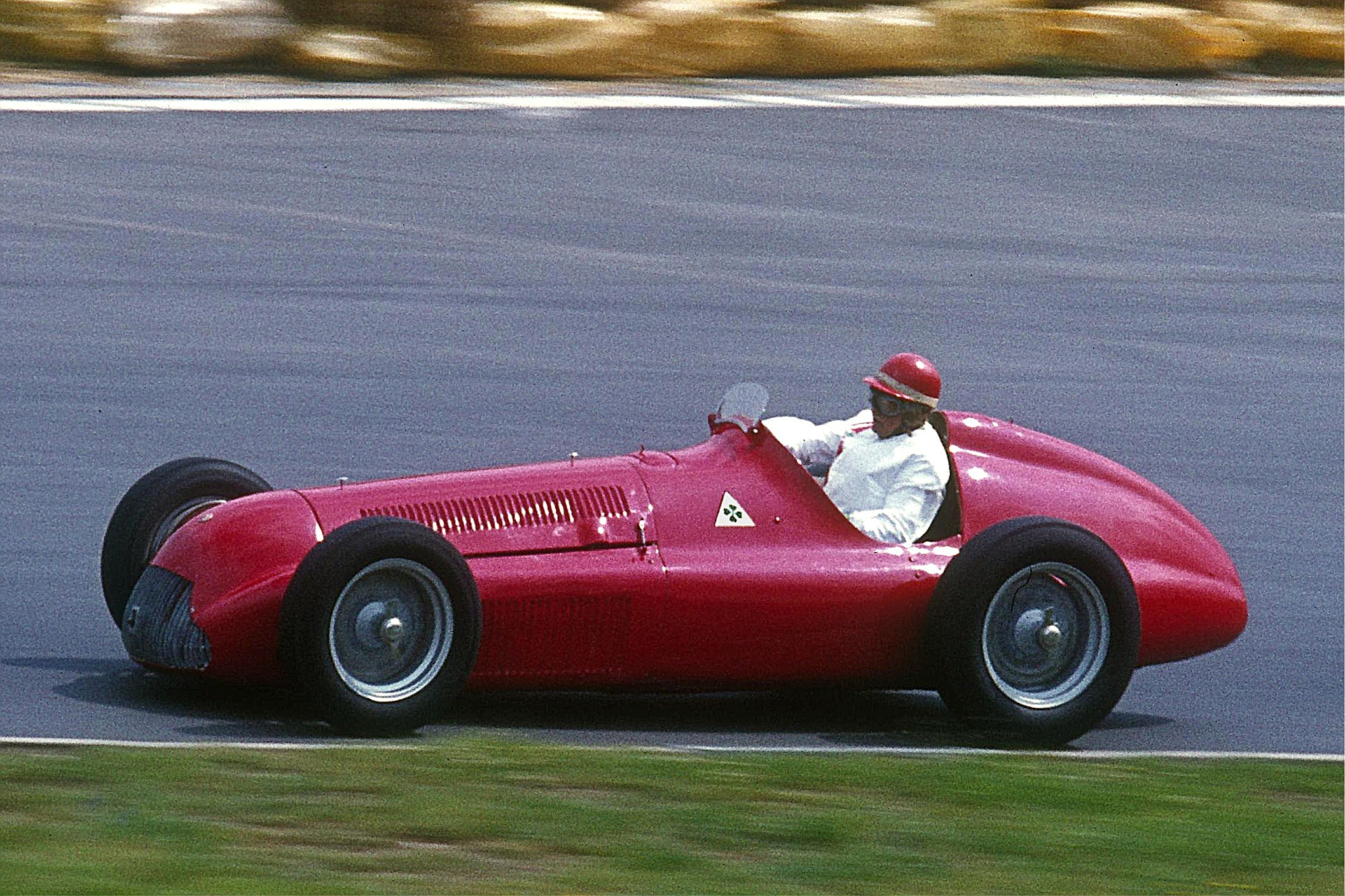
„Alfetta“ in der Nordkurve des Nürburgrings
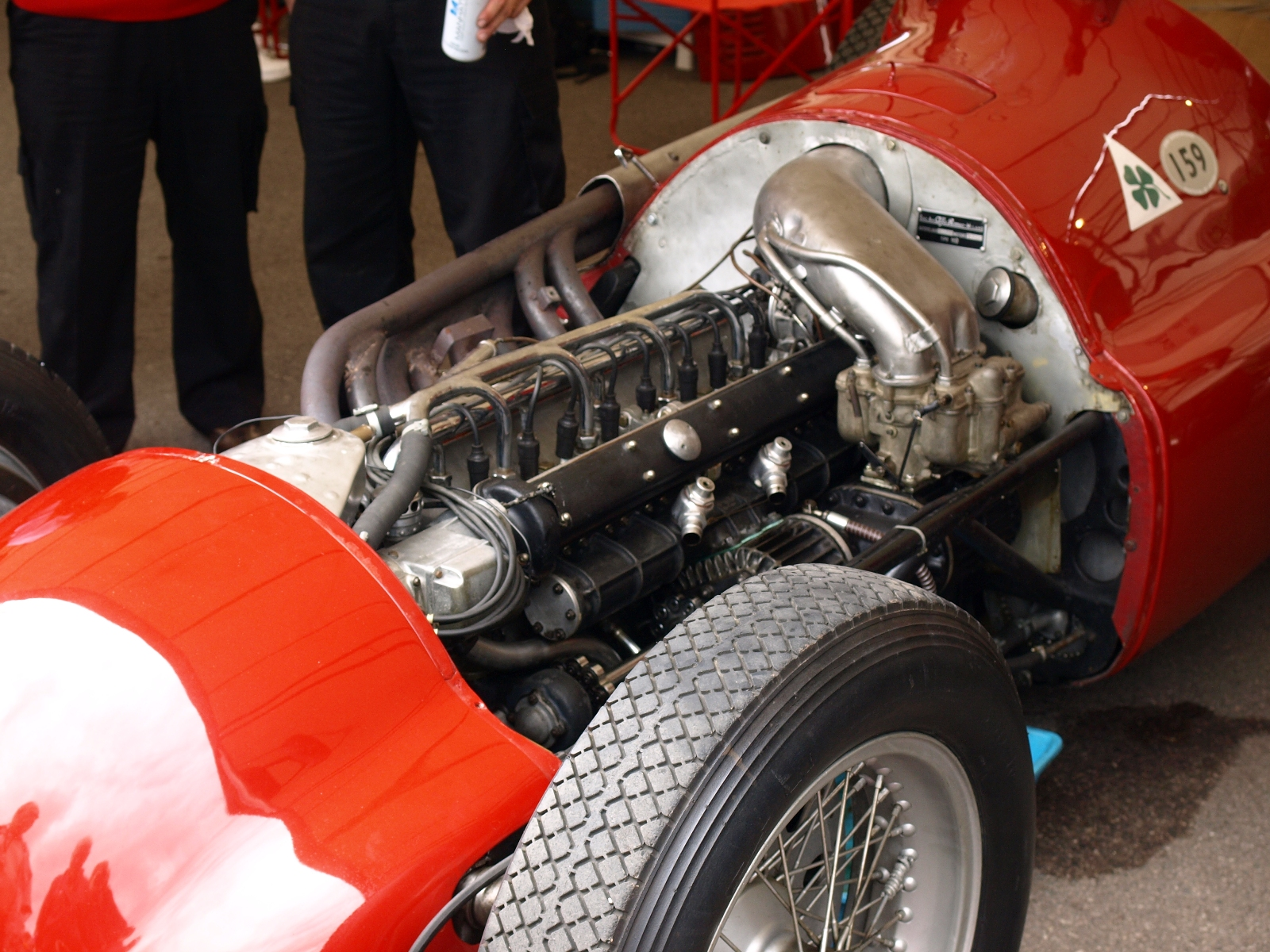
Der 8-Zylinder-Reihenmotor mit 1479 cm³
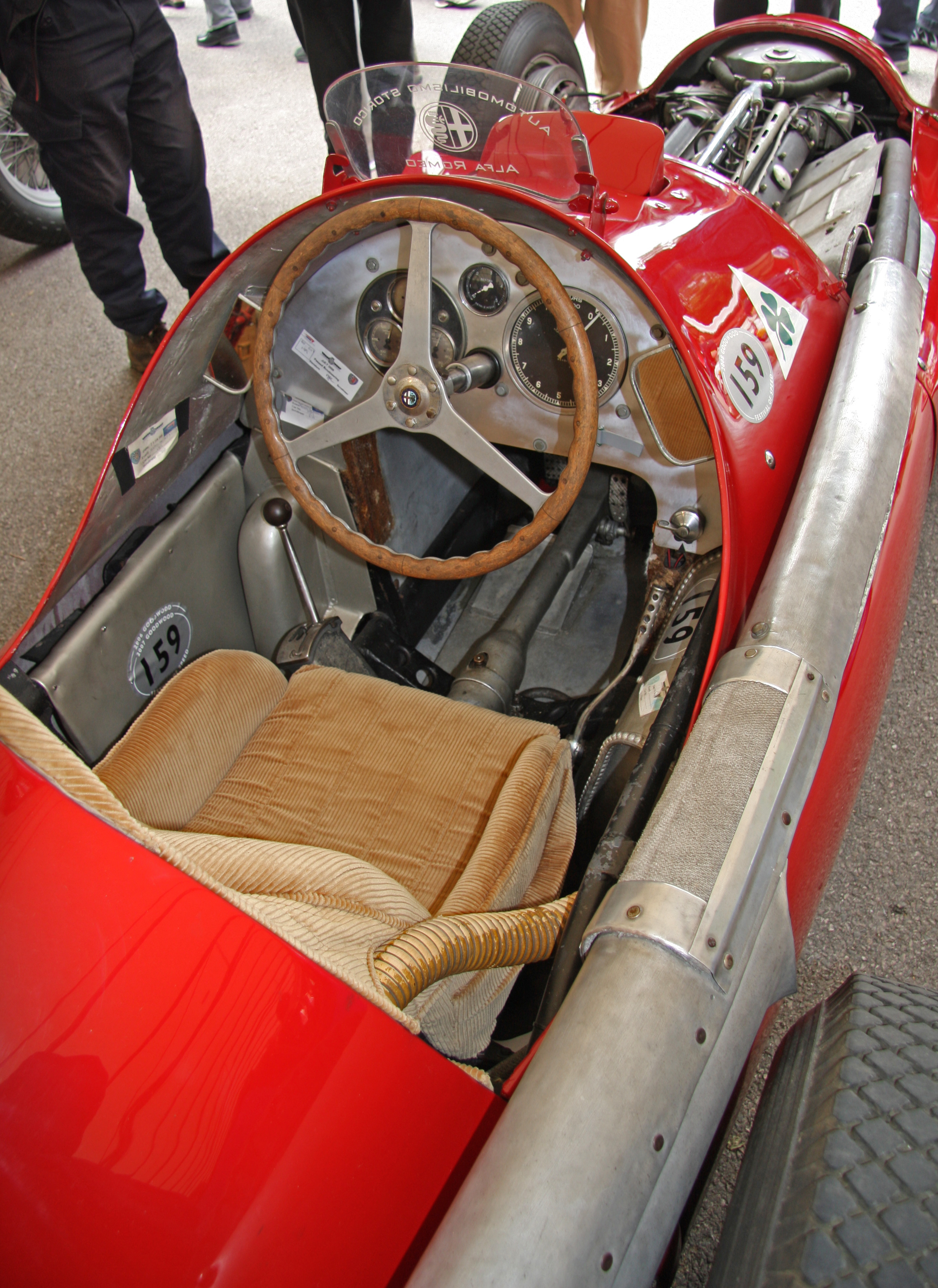
Cockpit des Tipo 159
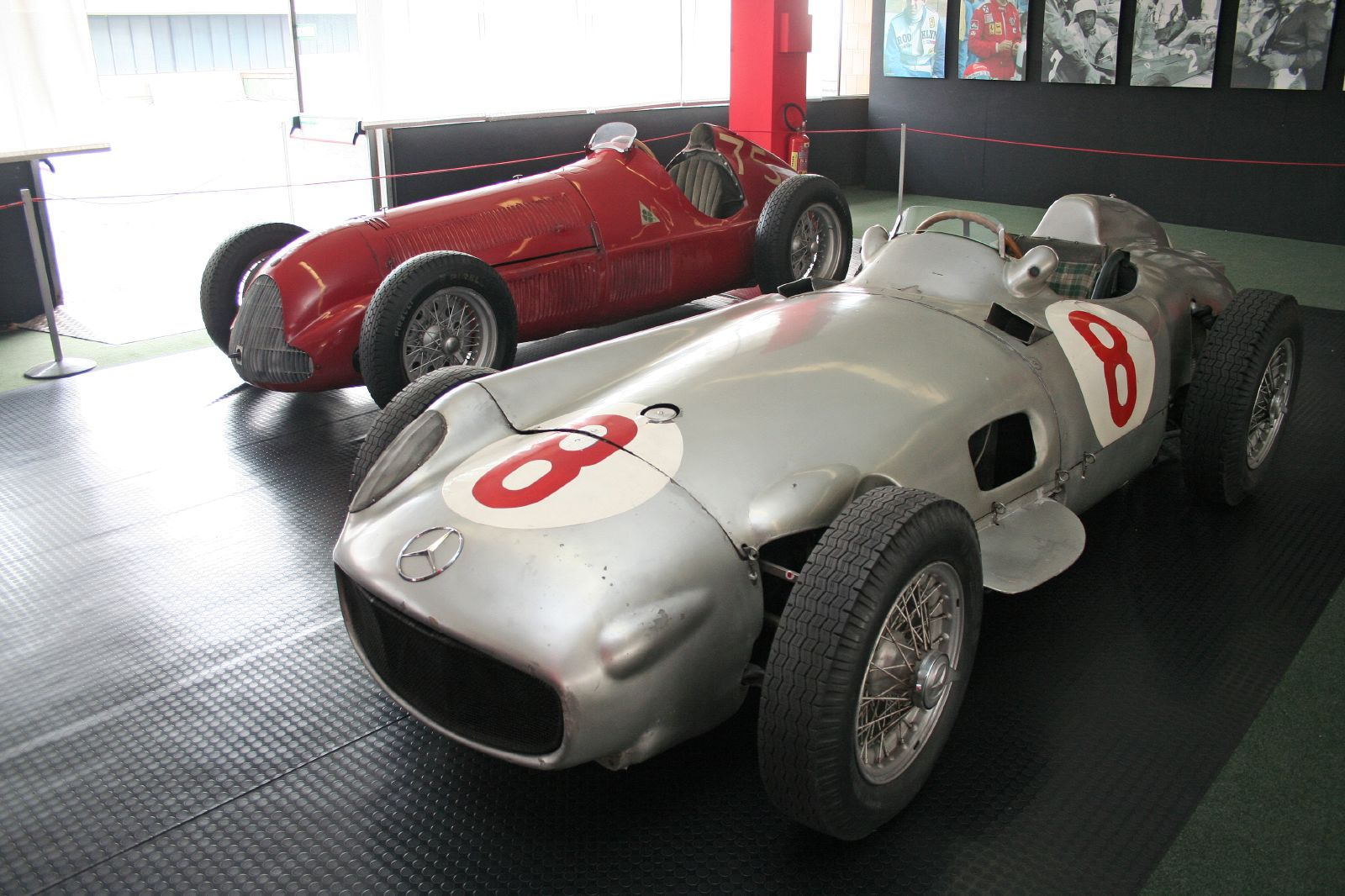
Der 159 neben einem Mercedes-Benz W 196
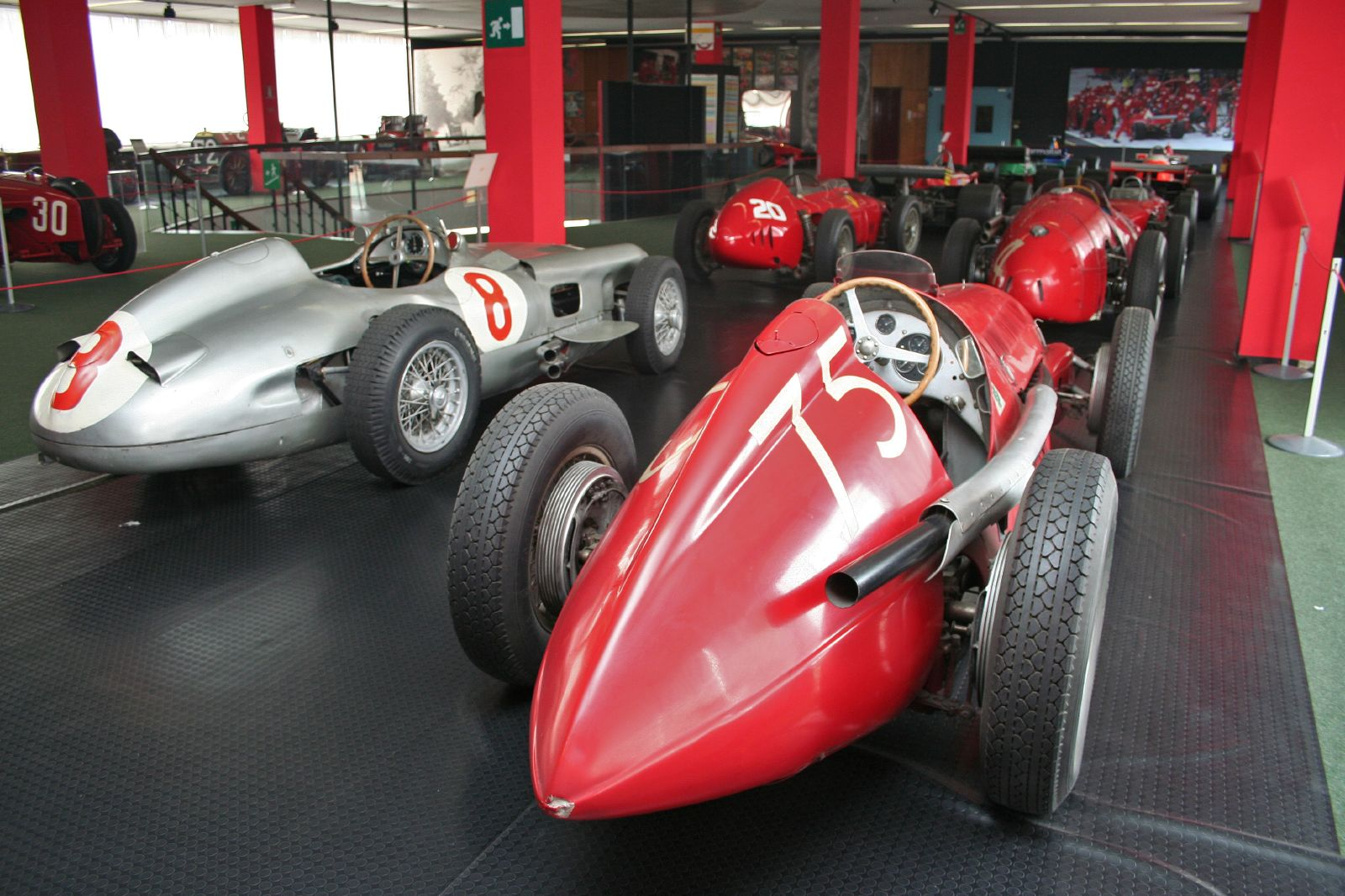
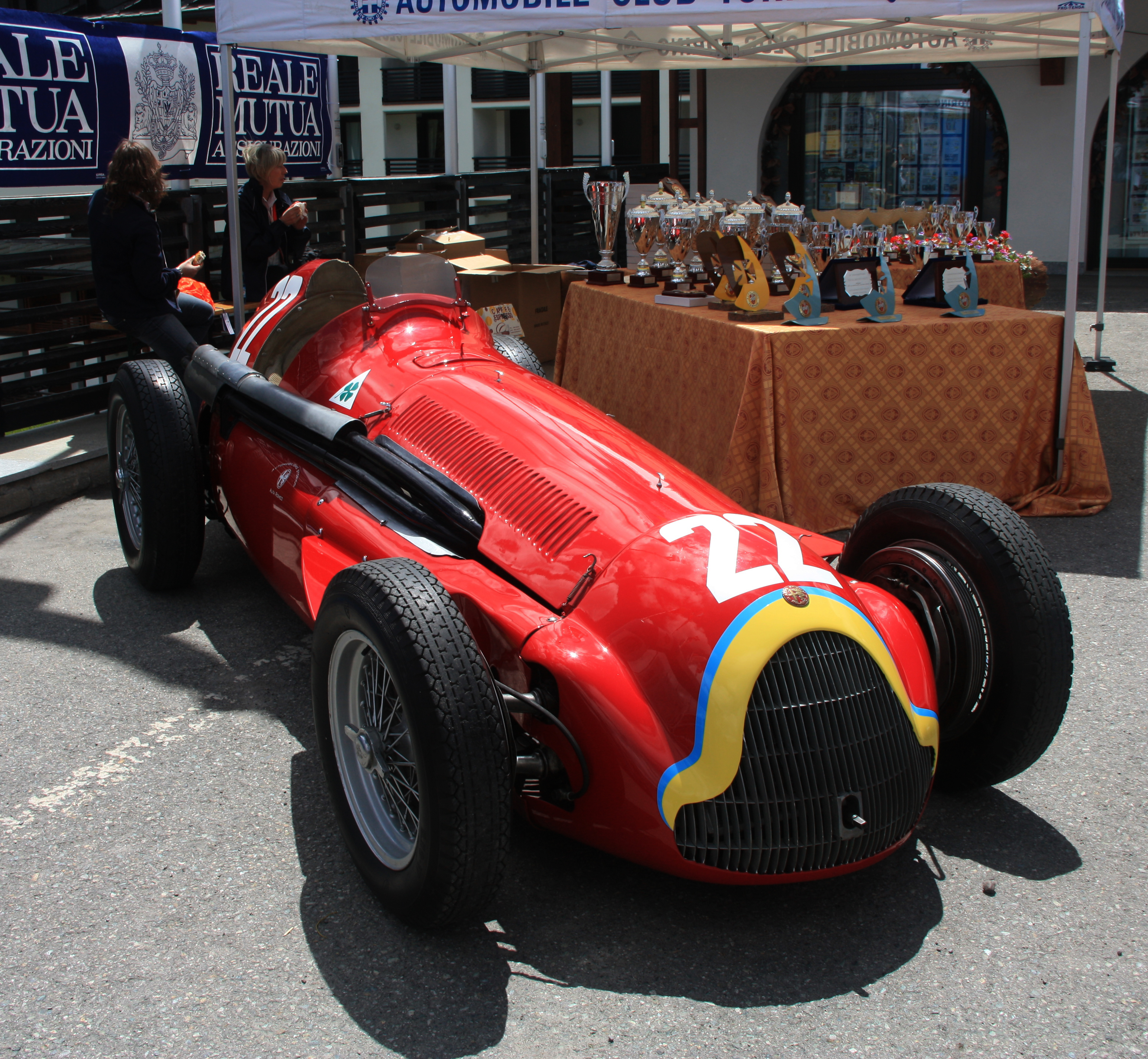
1951er Alfa Romeo 159 „Alfetta“ ausgestellt in Sestriere während der „4° Cesana-Sestriere Experience“, Juli 2014.

## Technische Daten
| Tipo 159                  | Baujahr 1951                                                                      |
| ------------------------- | --------------------------------------------------------------------------------- |
| Motor                     | 8-Zylinder-Reihenmotor                                                            |
| Bohrung × Hub             | 58 × 70 mm                                                                        |
| Hubraum                   | 1479 cm³                                                                          |
| Verdichtung               | 7,5 : 1                                                                           |
| Leistung bei 1/min        | 425 PS (317 kW) bei 9600                                                          |
| Max. Drehmoment bei 1/min | 39 mkp (382 Nm) bei 4000                                                          |
| Kurbelwelle               | neunfach gelagert                                                                 |
| Motorsteuerung            | zwei obenliegende Nockenwellen, Antrieb durch Stirnräder                          |
| Aufladung                 | Roots-Kompressor mit zwei Stufen                                                  |
| Treibstoff                | 98,5 % Methanol, 1 % Rizinusöl, 0,5 % Wasser                                      |
| Tankinhalt                | 300 l                                                                             |
| Kühlung                   | Wasser (mit Pumpe)                                                                |
| Getriebe                  | 4-Gang (an der Hinterachse eingebaut)                                             |
| Fahrwerk                  | Flachrohrrahmen                                                                   |
| Aufhängung vorn           | Einzelradaufhängung an Kurbellenkern mit Querblattfeder                           |
| Aufhängung hinten         | De-Dion-Achse* mit Querblattfeder, unteren Längslenkern und oberem Dreieckslenker |
| Stoßdämpfer               | Teleskop- und Reibungsstoßdämpfer                                                 |
| Bremsen                   | hydraulisch betätigte Trommelbremsen (Bremsfläche 1350 cm²)                       |
| Radstand                  | 2502 mm                                                                           |
| Spur (V / H)              | 1250 mm / 1250 mm                                                                 |
| Außenmaße (L × B × H)     | 4280 mm × 1550 mm × 1164 mm                                                       |
| Trockengewicht            | 710 kg                                                                            |
| Höchstgeschwindigkeit     | ca. 310 km/h                                                                      |

* Die De-Dion-Achse war eine der letzten Modifikationen 1951. Vorher waren die Räder einzeln aufgehängt.